# ブラガ県
ブラガ県（district of Braga (ポルトガル語: Distrito de Braga [ˈbɾaɣɐ] ( 音声ファイル))）は、ポルトガルの県の一つ。県都はブラガ。
国の北部地方であるノルテ地方の西部に位置し、西は大西洋に開ける。北をヴィアナ・ド・カステロ県、東はヴィラ・レアル県、南はポルト県と接する。面積は2,673平方キロメートルと比較的小さな県であるが、人口は86万6012人（2009年調べ）で、リスボン県およびポルト県という二大中心地域に次ぐ人口を擁する地域の一つである（他はセトゥーバル県とアヴェイロ県。cf. 「ポルトガルの県の比較」）。人口密度は、リスボン県およびポルト県に及ばないものの、その他の県を大きく引き離して3番目に高い。
都市ギマランイスは、ポルトガル王国初代国王アフォンソ1世（アフォンソ・エンリケス）の生誕地であることから、ポルトガルおよびポルトガル王国の発祥地として知られ、その旧市街は「ギマランイスの歴史地区」の名でユネスコ世界遺産の登録物件となっている。

## 所属する地方自治体
ブラガ県には以下の14の地方自治体が所属する。※原語のアルファベット順に記載。
- アマーリシュ（ポルトガル語: Amares）
- バルセロス
- ブラガ ：県都。
- カビセイラシュ・ディ・バシュトゥ（ポルトガル語: Cabeceiras de Basto）
- セロリコ・デ・バスト（ポルトガル語: Celorico de Basto）
- イシュボゼンディ（ポルトガル語: Esposende）
- ファフィ（ポルトガル語: Fafe）
- ギマランイス
- ポーヴア・ディ・ラニョーズ（ポルトガル語: Póvoa de Lanhoso）
- テラズ・ディ・ボール（ポルトガル語: Terras de Bouro）
- ヴィエイラ・ドゥ・ミーニュ（ポルトガル語: Vieira do Minho）
- ヴィラ・ノーヴァ・ディ・ファマリカオン（ポルトガル語: Vila Nova de Famalicão）
- ヴィラ・ヴェルディ（ポルトガル語: Vila Verde）
- ヴィゼーラ（ポルトガル語: Vizela）